# Taddeo Barberini

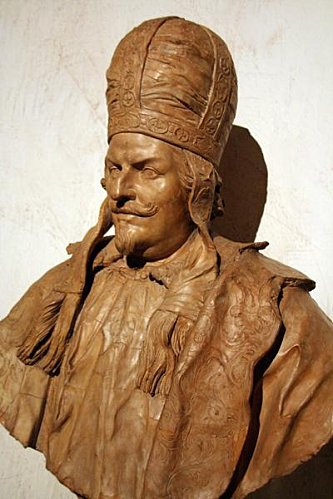
Książę Taddeo Barberini

Taddeo Barberini (ur. 16 listopada 1603, zm. 24 listopada 1647) – bratanek papieża Urbana VIII. Brat kardynałów Francesco i Antonio Barberinich. Jego rodzicami byli Carlo Barberini (brat Urbana VIII) i Konstancja Magalotti.
Po wstąpieniu wuja na tron papieski (1623) został mianowany gubernatorem Castel Sant’Angelo i kapitanem gwardii papieskiej. W 1627 papież nadał mu tytuł księcia Palestriny. Po śmierci ojca w 1630 roku objął piastowane dotąd przez niego funkcje gubernatora dzielnicy Borgo oraz kapitana generalnego wojsk papieskich. Wraz z bratem Antonio ponosi odpowiedzialność za wybuch I wojny o Castro (1641-44), gdyż dążył do uzyskania księstwa Castro dla siebie. Wojna, w której Taddeo i Antonio byli głównodowodzącymi wojsk papieskich, doprowadziła do katastrofy finansowej i spustoszenia znacznych obszarów Państwa Kościelnego. Po śmierci Urbana VIII i wyborze nowego papieża Innocentego X (1644) wyszło na jaw, że bracia Barberini znacznie wzbogacili się w trakcie wojny o Castro kosztem majątku Stolicy Apostolskiej. Innocenty X wszczął śledztwo i dokonał sekwestracji ogromnego majątku rodziny Barberini. W styczniu 1646 Taddeo wraz z bratem Francesco uciekł do Francji pod opiekę kardynała Mazarin (Antonio uciekł tam już wcześniej). Taddeo nie powrócił już z wygnania i zmarł w Paryżu w wieku zaledwie 44 lat. Jego synowie Carlo i Maffeo uzyskali papieskie ułaskawienie w 1653 i powrócili do Rzymu. Maffeo odzyskał tytuł księcia Palestriny, a Carlo uzyskał nominację kardynalską.

## Rodzina
24 października 1627 Taddeo Barberini ożenił się z księżną Paliano Anną Colonna. Mieli piątkę dzieci:
- Lucrezia Barberini (1628-1699), przyszła księżna Modeny (od 1654)
- Camilla Barberini (ca.1629-1631), zmarła w dziedziństwie
- Carlo Barberini (1630-1704), kardynał od 1653
- Maffeo Barberini (1631-1685), książę Palestriny od 1653
- Niccolò Maria Barberini (1635-1699), mnich z zakonu karmelitów